# Пильберг, Густав Карлович
Густав Карлович Пильберг (1876 — 22 ноября 1919, Ростов-на-Дону, Юг России) — полковник, участник Первой мировой войны, Георгиевский кавалер, последний командир 13-го лейб-гренадерского Эриванского полка.

## Биография
Лютеранин. Из крестьян Лифляндской губ. Уроженец Веросского уезда. Получил домашнее образование. В 1897-м году поступил в армию вольноопределяющимся в 95-й пехотный Красноярский полк в Юрьеве. Служил в 179-м пех. Усть-Двинском и 180-м пех. Виндавском полку. Окончил Виленское пехотное юнкерское училище по 1 разряду и награждён золотыии часами за успехи в науках (1905), чин подпоручик. С 1905 в 13-м л-гренад. Эриванском полку. На 01.01.1909 г. -штабс-капитан в 13-го лейб-гренадерского Эриванского полка урочище Манглис. Участник Первой мировой войны. На 18 августа 1914 г.- капитан ком. 8 роты. Кавалер Ордена Св. Георгия 4 степени. Ранения в Лодзинском сражении под Сохачевым 26-11-14 (средней тяжести), под станцией Влодавой 04-08-15 (тяжелое — в грудь)

«Героем дня 4 августа был Капитан Пильберг, выручивший, в критический момент боя, нашу 5 батарею, оказавшуся в сфере стрелковых цепей противника. Собрав вокруг себя все, что попалось под руку, так как резервов уже не было, Капитан Пильберг с горстью гренадер перешел в контратаку, отбросил наседавших немцев и тем дал батарее возможность подать передки и сняться с позиции. Во время этой контратаки Капитан Пильберг был тяжело ранен в грудь навылет и замертво вынесен из боя. За это дело он был награждён Орд. Св. Георгия 4 степени.» Вышинский, Евгений Евгеньевич командир 13-го Лейб-Гренадерского Эриванского полка.— Лейб-Эриванцы в Великой войне. стр. 148
Полковник приказом от 15.02.1916 года. Последний командир 13-го лейб-гренадерского Эриванского полка 25.05.1917 — после 10.03.1918
С сентября 1918 в Добровольческой армии, служил в 1-м батальоне и в Сводно-гренадерской команде 1-го Офицерского (Марковского) полка. Ранен 1 октября 1918 под Армавиром в кисть руки ружейной пулей. Зам.командира Кубанского пластунского батальона, находился на излечении в Екатеринодаре. Летом 1919 командир 2-го сводно-гренадерского полка, с октября 1919 командир Сводного полка Кавказской гренадерской дивизии 1-го Кубанского конного корпуса ген. Писарева. Застрелился будучи больным тифом 22 ноября 1919 в Ростове на Дону.